# Kangju
De Kangju (康居 Wade-Giles: K’ang-chü) waren een confederatie van stammen, deels nomadisch, deels sedentair, die volgens Chinese historische bronnen tussen de 2e eeuw v. Chr en de 3e eeuw na Chr in Centraal-Azië woonden.

## Woonplaats
Volgens Chinese bronnen lag het gebied van de Kangju ten noordwesten van Fergana (Dayuan, 大宛), ten westen van de Wusun en ten noorden van de Yuezhi. Het omvatte de oases van het huidige Tasjkent en het gebied tussen de Amu Darja en de Syr Darja. Kerngebied vormde de middenloop van de Syr Darja.

## Geschiedenis
De geschiedschrijvers van de tocht van Alexander de Grote maakten geen melding van een confederatie van nomadenstammen tussen de Syr Darja en de Amu Darja. Zij noemden slechts Chorasmië. Vermoedelijk is de confederatie dan ook in de 2e eeuw v.Chr ontstaan. Het omvatte gebieden met zowel sedentaire volkeren die landbouw bedreven als nomadenstammen die van veeteelt leefden. De Sogdiërs bevonden zich binnen hun invloedssfeer. 
In de 1e eeuw v Chr stichtten de Yuezhi in Bactrië het machtige Kushan-rijk. Het zuidelijk deel van de Kangju werd schatplichtig aan de Yuezhi. 
Oostelijk van de Kangju lagen de rijken van de Wusun en de Xiongnu. Het noordelijk deel van Kangju was schatplichtig aan de Xiongnu. De Kangju konden hun gebied dan ook alleen nog naar het noordwesten uitbreiden. Volgens de Hou Hanshu onderwierpen zij de Yancai (奄蔡), die rond het Aralmeer woonden. Ook het nog verder weg gelegen gebied Yan (嚴), ten zuiden van de Oeral, kwam binnen hun invloedssfeer. De Yancai waren vermoedelijk identiek aan de Aorsi die op hun beurt weer een leidend onderdeel van de Sarmaten vormden. Later wijzigden de Yancai hun naam in Alanen (Alanliao, 阿蘭聊). Onder druk van de Kangju trok een deel van de Alanen naar het westen en zo kunnen de Kangju een rol hebben gespeeld bij het ontstaan van de Grote Volksverhuizing.
Door hun expansie naar het noordwesten kwam de meest noordelijke tak van de Zijderoute onder controle van de Kangju.